# Hybomitra agora
Hybomitra agora is een vliegensoort uit de familie van de dazen (Tabanidae). De wetenschappelijke naam van de soort is voor het eerst geldig gepubliceerd in 1987 door Teskey et al..